# Rey An de Zhou
El Rey An de Zhou (en chino, 周安王; pinyin, Zhōu Ān Wáng) fue el trigésimo tercer rey de la Dinastía Zhou de China, y el vigésimo primero de la Dinastía Zhou Oriental.
Sucedió a su padre, el Rey Weilie en el trono de China, en el 401 a. C. Tras su muerte, su hijo, el Rey Lie, gobernó en China. Tuvo otro hijo, llamado Xian, que reinó posteriormente.